# Alexander Steen Olsen
 Alexander Steen Olsen, né le 18 août 2001, est un  skieur alpin norvégien. Il compte des victoires en slalom et slalom géant en Coupe du monde. 

## Biographie

### Débuts
Il remporte son premier slalom de Coupe d'Europe en mars 2021 à Reiteralm. Il prend la 8e place du classement général de la Coupe d'Europe 2021 et la 4e place du classement du slalom.

### Saison 2021-2022
En mars 2022 à Panorama (en), il est sacré double champion du monde Juniors en slalom et en slalom géant.
Avec 4 podiums dont 2 victoires, il remporte la Coupe d'Europe de slalom 2021-2022, et prend la 6e place du classement général.
Fin mars 2022, invité aux finales de la Coupe du monde, il prend une bonne 10e place dans le slalom géant de Méribel.
Début avril 2022 à Narvik, il devance le gotha du ski norvégien (dont Henrik Kristoffersen) pour s'emparer des titres de champion de Norvège en slalom et en slalom géant.

### Saison 2022-2023
En février 2023, il participe à ses premiers championnats du monde à Courchevel/Méribel. Il devient vice-champion du monde avec la Norvège dans l'épreuve par équipes. Il prend aussi la 7e place du slalom parallèle, ainsi que la 22e place du slalom et du géant.
Le 27 février 2023, il signe sa première victoire en Coupe du monde en s'imposant sous la neige dans le slalom de Palisades Tahoe. Il termine à la 9e place du classement de la coupe du monde de slalom.
Fin mars il est à nouveau champion de Norvège de slalom géant.

### Saison 2023-2024
Il réalise une très bonne saison en coupe du monde de slalom géant en se classant sept fois parmi les dix premiers. En février 2024, il obtient son premier podium dans cette spécialité en prenant la seconde place de l'épreuve de Bansko derrière Marco Odermatt. Il termine la saison à la 6e place du classement général de la coupe du monde de slalom géant.

### Saison 2024-2025
En octobre il démarre la saison avec sa première victoire en coupe du monde de slalom géant en remportant l'épreuve de Sölden. Fin décembre il fait un nouveau podium avec une 3e place dans le géant d'Alta Badia. En janvier il remporte sa seconde victoire en coupe du monde dans le géant de Schladming. Il n'est pas en réussite aux mondiaux de Saalbach où il abandonne sur le géant et le slalom. Il termine sa saison en étant classé 4e de la coupe du monde de géant.

## Palmarès

### Championnats du monde
| Édition / Epreuve        | Slalom géant | Slalom  | Parallèle | Team event |
| Mondiaux 2023 Courchevel | 22e          | 22e     | 7e        | Argent     |
| Mondiaux 2025 Saalbach   | Abandon      | Abandon | -         | -          |

### Coupe du monde
- Meilleur classement général : 13e en 2024.
- Meilleur classement de slalom : 9e en 2023
- Meilleur classement de slalom géant : 4e en 2025.

- 5 podiums dont 3 victoires.

#### Classements
| Saison / Épreuve | Saison / Épreuve | Général | Général | Descente | Descente | Super G | Super G | Slalom géant | Slalom géant | Slalom | Slalom | Combiné | Combiné |
| ---------------- | ---------------- | ------- | ------- | -------- | -------- | ------- | ------- | ------------ | ------------ | ------ | ------ | ------- | ------- |
| Saison / Épreuve | Saison / Épreuve | Class.  | Points  | Class.   | Points   | Class.  | Points  | Class.       | Points       | Class. | Points | Class.  | Points  |
| 2021-2022        | 2021-2022        | 113e    | 26      | -        | -        | -       | -       | 33e          | 26           | -      | -      | -       | -       |
| 2022-2023        | 2022-2023        | 21e     | 359     | -        | -        | -       | -       | 22e          | 84           | 9e     | 275    | -       | -       |
| 2023-2024        | 2023-2024        | 13e     | 442     | -        | -        | -       | -       | 6e           | 326          | 22e    | 116    | -       | -       |
| 2024-2025        | 2024-2025        | 14e     | 443     | -        | -        | -       | -       | 4e           | 346          | 26e    | 97     | -       | -       |

#### Détail des victoires
| Saison / Épreuve | Slalom          | Slalom géant      | Total |
| 2022-2023        | Palisades Tahoe |                   | 1     |
| 2024-2025        |                 | Sölden Schladming | 2     |
| Total            | 1               | 2                 | 3     |

### Championnats du monde juniors
| Épreuve / Édition           | Descente | Super G | Slalom géant | Slalom  | Combiné | Team event |
| Mondiaux 2020 Narvik        | -        | 29e     | annulé       | annulé  | annulé  | annulée    |
| Mondiaux 2021 Bansko        | annulé   | 16e     | Abandon      | Abandon | annulé  | annulé     |
| Mondiaux 2022 Panorama (en) | -        | -       | Or           | Or      | -       | 7e         |

### Coupe d'Europe
Meilleurs résultats :
6 podiums dont 3 victoires :
- slalom de Reiteralm le 19 mars 2021
- slalom de Obereggen le 15 décembre 2021
- slalom de Soldeu le 15 mars 2022

#### Classements
| Saison / Épreuve | Saison / Épreuve | Général | Général | Descente | Descente | Super G | Super G | Géant  | Géant  | Slalom | Slalom | Combiné | Combiné |
| ---------------- | ---------------- | ------- | ------- | -------- | -------- | ------- | ------- | ------ | ------ | ------ | ------ | ------- | ------- |
| Saison / Épreuve | Saison / Épreuve | Class.  | Points  | Class.   | Points   | Class.  | Points  | Class. | Points | Class. | Points | Class.  | Points  |
| 2021             | 2021             | 8e      | 367     | -        | -        | -       | -       | 15e    | 142    | 4e     | 225    | -       | -       |
| 2022             | 2022             | 6e      | 510     | -        | -        | -       | -       | 13e    | 150    | 1er    | 360    | -       | -       |